# Touch (manga)
Touch és el nom d'una de les sèries més conegudes del mangaka Mitsuru Adachi.
Publicada al Japó entre 1981 i 1986 a la revista Shônen Sunday i recopilada en 26 toms (tankobon), el seu èxit va dur a fer que es fes un anime de 101 episodis, i després 5 pel·lícules d'animació i una d'imatge real.
Tenint com rerefons principal el beisbol, la història narra el triangle amorós inicial entre els germans Uesugi (Kazuya i Tatsuya) i la seva bonica veïna Minami Asakura, i la posterior història de superació i amor entre ells quan la mort es creua tràgicament a les seves vides.

## Personatges
Kazuya és el noi més popular de l'institut, molt bo en els estudis i encara més en els esports. És una estrella del beisbol, de manera que totes les noies li van al darrere, encara que sembla que ell només s'interessa per una.
Tatsuya és el germà maldestre, mandrós i sense èxit entre les dones (malgrat que no deixa d'intentar-ho i que és físicament igual al seu germà). No mostra interès per gairebé res, excepte potser per una noia que té molt prop.
Minami, la bonica veïna i amiga de la infància dels bessons, és una de les noies més populars de l'institut, bona en els estudis i en la gimnàstica rítmica, sempre al costat d'en Kazuya i en Tatsuya. El primer no dubta ni per un instant en el seu afany per dur-la al campionat nacional de beisbol de batxillerat, el Kôshien.